# Општина Надлак
Надлак (рум. Nãdlac) је градска општина у округу Арад у западној Румунији. Према попису из 2011. године у општини је било 7.398 становника. Седиште општине је градско насеље Надлак, које је и једино насеље у општини. Значајна је по присутној малобројној српској националној мањини у Румунији.
Oпштина се налази на надморској висини од 87 м.

## Становништво
Према попису становништва из 2011. године у општини је живело 7.398 становника. Већинско становништво су били Румуни којих је било 44,3%, затим следе Словаци са 42,9%, Роми са 4,9%, Мађари са 2,4%, Украјинци са 0,4%, Немци са 0,3%, Чеси са 0,2% и Срби са 0,1% становништва.
| Етнички састав према попису из 2011. године‍ | Етнички састав према попису из 2011. године‍ | Етнички састав према попису из 2011. године‍ | Етнички састав према попису из 2011. године‍ | Етнички састав према попису из 2011. године‍ |
| ------------------------------------------- | ------------------------------------------- | ------------------------------------------- | ------------------------------------------- | ------------------------------------------- |
|                                             |                                             |                                             |                                             |                                             |
| Румуни                                      | Румуни                                      |                                             | 3.281                                       | 44,3%                                       |
| Словаци                                     | Словаци                                     |                                             | 3.179                                       | 42,9%                                       |
| Роми                                        | Роми                                        |                                             | 365                                         | 4,9%                                        |
| Мађари                                      | Мађари                                      |                                             | 178                                         | 2,4%                                        |
| Украјинци                                   | Украјинци                                   |                                             | 32                                          | 0,4%                                        |
| Немци                                       | Немци                                       |                                             | 21                                          | 0,3%                                        |
| Чеси                                        | Чеси                                        |                                             | 14                                          | 0,2%                                        |
| Срби                                        | Срби                                        |                                             | 11                                          | 0,1%                                        |

На попису становништва из 1930. године општина је имала 12.467 становника, а већину су чинили Словаци.
| Етнички састав према попису из 1930. године‍ | Етнички састав према попису из 1930. године‍ | Етнички састав према попису из 1930. године‍ | Етнички састав према попису из 1930. године‍ | Етнички састав према попису из 1930. године‍ |
| ------------------------------------------- | ------------------------------------------- | ------------------------------------------- | ------------------------------------------- | ------------------------------------------- |
|                                             |                                             |                                             |                                             |                                             |
| Словаци                                     | Словаци                                     |                                             | 7.754                                       | 62,2%                                       |
| Румуни                                      | Румуни                                      |                                             | 3.699                                       | 29,7%                                       |
| Мађари                                      | Мађари                                      |                                             | 503                                         | 4%                                          |
| Срби                                        | Срби                                        |                                             | 154                                         | 1,2%                                        |

| Година       | 1992 | 1993 | 1994 | 1995 | 1996 | 1997 | 1998 | 1999 | 2000 | 2001 | 2002 | 2003 | 2004 | 2005 | 2006 | 2007 | 2008 | 2009 | 2010 | 2011 | 2012 | 2013 | 2014 | 2015 | 2016 | 2017 |
| ------------ | ---- | ---- | ---- | ---- | ---- | ---- | ---- | ---- | ---- | ---- | ---- | ---- | ---- | ---- | ---- | ---- | ---- | ---- | ---- | ---- | ---- | ---- | ---- | ---- | ---- | ---- |
| Становништво | 8349 | 8313 | 8299 | 8321 | 8327 | 8336 | 8338 | 8310 | 8327 | 8298 | 8334 | 8297 | 8319 | 8307 | 8309 | 8282 | 8302 | 8335 | 8312 | 8277 | 8234 | 8158 | 8084 | 8029 | 7986 | 7947 |